# Fürchtegott Christian Fulda

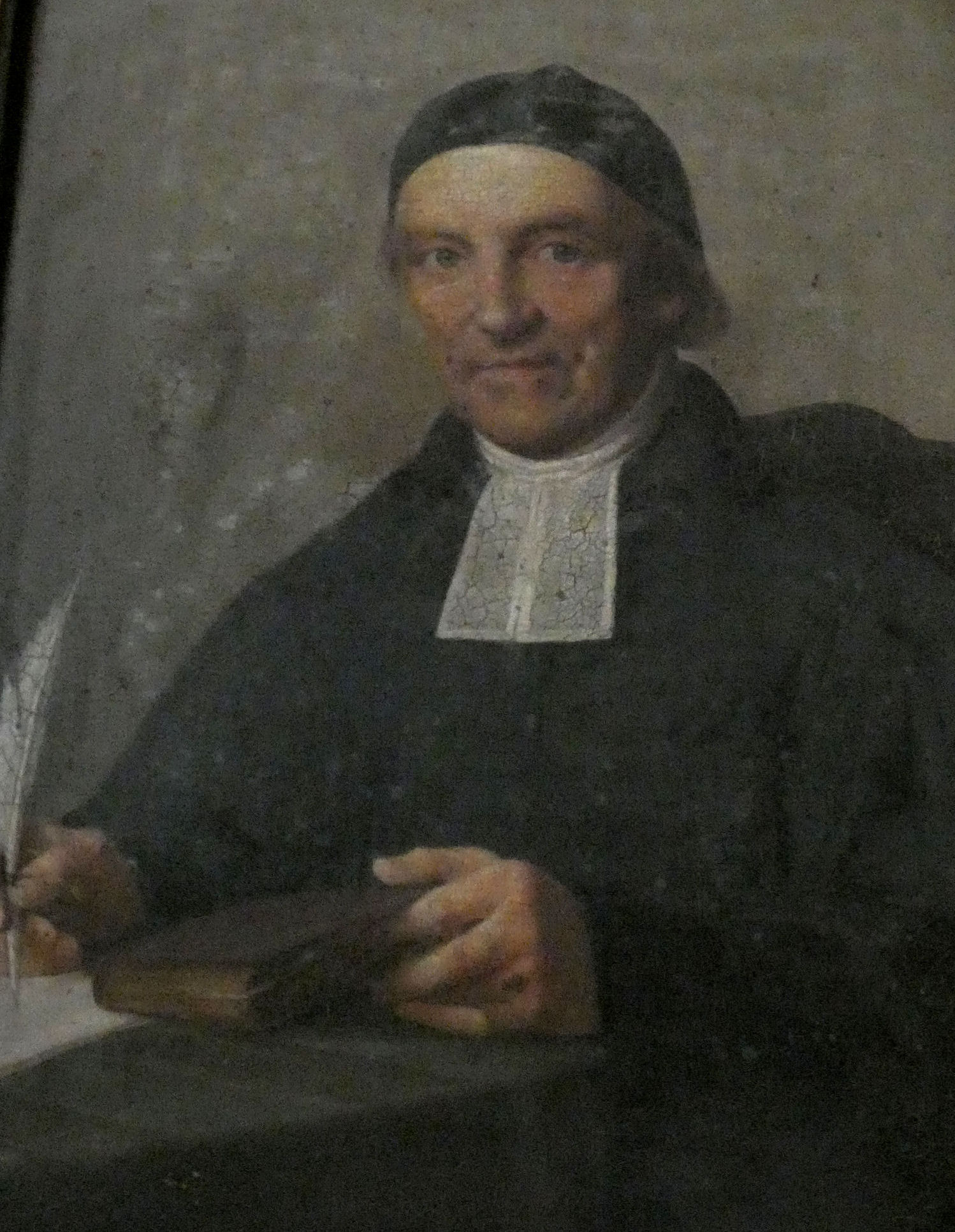
Porträt von Fürchtegott Christian Fulda aus der Marktkirche Halle

Fürchtegott Christian Fulda (* 29. August 1768 in Otterwisch; † 30. April 1854 in Halle (Saale)) war ein deutscher evangelischer Theologe, Lehrer und Liederdichter. Fulda war Oberpfarrer an der Marktkirche Unser Lieben Frauen  und Superintendent in Halle. Er schrieb auch unter dem Pseudonym Justus Miser.

## Leben

### Familie und Ausbildung
Fürchtegott Christian Fulda wurde als Sohn des Pfarrers Johann Julius Christian Fulda geboren. Seine Mutter Johanne Charlotte war die Tochter des kursächsischen Oberförsters von Schloss Hubertusburg Kleyensteuber. Er war der älteste Sohn von zehn Kindern des Paars. Sein Vater war ein großer Verehrer des Dichters und Philosophen Christian Fürchtegott Gellert, den er als Taufzeugen für seinen Sohn gewinnen konnte und auf dessen Vornamen er getauft wurde.
Bis zum 14. Lebensjahr besuchte Fulda die Dorfschule, erhielt aber auch Hausunterricht durch seinen Vater. Auf Grund einer Vermittlung von Christine Elisabeth Albertine von Anhalt-Bernburg, der Ehefrau des Fürsten August von Schwarzburg-Sondershausen und Besitzer von Schloss und Ortschaft Otterwisch, konnte Fulda ab 1782 das Gymnasium und die Erziehungsanstalt in Bernburg besuchen. Einer seiner Lehrer in Bernburg war Wilhelm Ernst Starke, der ihm privat in Altgriechisch unterrichtete. Die Kosten für die Ausbildung übernahm der regierende Fürst Friedrich Albrecht von Anhalt-Bernburg, mit dem Fulda in sehr engem Kontakt stand und den er öfters in seinem Residenzschloss in Ballenstedt besuchten konnte.
Ab Ostern 1790 studierte er an Universität Leipzig. Zu seinen Professoren gehörten unter anderem der Philosoph Karl Adolph Caesar, der Philologe Johann Christian Gottlieb Ernesti sowie die Theologen Johann Friedrich Burscher, Samuel Friedrich Nathanael Morus, Johann Georg Rosenmüller und Gottlieb Samuel Forbiger. Zwei Jahre gehörte er als Mitglied dem philologischen Seminar von Christian Daniel Beck an.

### Beruflicher Werdegang
Durch Vermittlung von Beck und August Hermann Niemeyer konnte er nach Beendigung seines Studiums Ende September 1794 eine Lehrerstelle am Pädagogikum in den Franckeschen Stiftungen in Halle antreten.
1798 berief ihn der Landrat von Alvensleben zum Pastor in Schochwitz im Königreich Preußen. Im August 1798 bestand er vor dem Konsistorium in Magdeburg das erste Theologische Examen. Die Prüfung bestand er mit Auszeichnung, so dass ihm die Behörde das zweite Examen erließ. Im September erhielt er die Ordination und wurde im Oktober 1798 durch den Superintendenten als Pfarrer zu Schochwitz eingeführt. Zu seiner Pfarrei gehörten auch die Dörfer Gorsleben, Krimpe und Wils (heute alles Ortsteile von Schochwitz).
Weihnachten 1806 übernahm Fulda, nach eigenem Bitten, eine Stelle als Diakon an der Ulrichskirche in Halle, die nach dem Tod von Heinrich Ernst Güte neu besetzt werden musste. Im Dezember 1808 starb der Oberpfarrer der Marktkirche Unser Lieben Frauen in Halle Georg Christian Erhard Westphal, so das Fulda Ostern 1810 als Diakon an die Marktkirche wechselten konnte. Noch im gleichen Jahr wurde ihm auch das Amt des Superintendenten der ersten Diözese des Saalkreises übertragen und er als solcher in die Examinationskommission für Theologische Examina gewählt. Aufgrund der nun mehrfachen beruflichen Belastungen stellte er 1817 an das Magdeburger Konsistorium ein Gesuch, sich vom Amt des Superintendenten freistellen zu lassen. Dem Antrag wurde mit der Bemerkung stattgegeben, das Fulda zu den exaktesten Superintendenten gehörte. Stattdessen übernahm er die Ephorie St. Georgen in Glaucha bei Halle.
1823 wurde er Archidiakon und im Juli 1834, nach der Emeritierung von Heinrich Balthasar Wagnitz, wurde Fulda Oberpfarrer an der Marktkirche Unser Lieben Frauen. Das Amt übte er bis zu seinem eigenen Ruhestand am 1. Juli 1844 aus. Für Fulda stand dabei nicht nur der Gottesdienst im Mittelpunkt seiner Arbeit, sondern die Seelsorge seiner Gemeinde. So unterstützte er arme Gemeindemitglieder und versuchte bei Streit als Schlichter außergerichtliche Einigungen. Persönliche Bittgesuche stellte er sogar an den preußischen König. Im Ruhestand gewährte ihm das Kirchenkollegium der Marktkirche die Hälfte seines Einkommens und beließ ihm seine Amtswohnung.
Fulda starb am 30. April 1854, im Alter von 85 Jahren, an Altersschwäche in Halle. Er wurde unter großer Anteilnahme der Bevölkerung am 3. Mai 1854 auf dem halleschen Stadtgottesacker beigesetzt.

### Ehen und Nachkommen
Fürchtegott Christian Fulda war seit 1790 in erster Ehe mit Johanne Elisabeth, der Tochter des Schullehrers Schramm aus Schochwitz, verheiratet. Seine Frau starb am 2. Januar 1818. Sie hatten zehn Kinder, sieben Söhne und drei Töchter, von denen aber nur vier Söhne und eine Tochter den Vater überlebten. Im Herbst 1818 heiratet Fulda ein zweites Mal, Friederike Böttcher, die Tochter des Diakons an der Moritzkirche in Halle. Auch seine zweite Frau starb bereits früh, am 3. April 1827.
Nach drei Jahren als Witwer heiratete Fulda im August 1830 ein drittes Mal, Karoline Holberg, die verwitwete Frau eines Pastors. Sie war die Tochter des Konsistorialrates Georg Christian Erhard Westphal. Seine Frau brachte einen Sohn mit in die Ehe.

### Schrifttum
Erste schriftstellerische Arbeiten verfasste Fulda an der Leipziger Universität. Dort gab er auch eine deutsche Übersetzung des Musäus heraus, darunter das Werk Hero und Leander. Als Lehrer am Pädagogikum in Halle schrieb er, im Zuge des Xenienstreites, die Epigramme Trogalien zur Verdauung der Xenien, die 1797 erstmals erschienen und in der Folge mehrere Auflagen erlebten.
Unter dem Pseudonym Justus Miser veröffentlichte er zahlreiche Gedichte und Lieder, so 1837 den Sammelband Patriotische Gedichte mit Werken aus der Zeit von 1813 bis 1823. Er schrieb Beiträge für das Hallesche Patriotische Wochenblatt und das Liturgische Journal und war Mitarbeiter des Allgemeinen biographischen Lexikon alter und neuer geistlicher Liederdichter. Er selbst besaß eine umfangreiche hymnologische Büchersammlung, von der ein Katalog der hymnologischen Bibliothek des Herrn Fürchtegott Christian Fulda, weil. Superint. und Oberpfarrer in Halle ein Jahr nach seinem Tod veröffentlicht wurde.
Er war 1813 Herausgeber der Geistlichen Lieder von Karl Friedrich Senff und 1816 der Auserlesenen Lieder zur kirchlichen Feier des Friedensfestes am 18. Januar 1816 sowie Mitredakteur des Evangelischen Lutherischen Gesangbuches zum Gebrauch der Stadt Halle und der umliegenden Gemeinden. Ein Teil seines schriftlichen Nachlasses befindet sich in der Sächsischen Landesbibliothek, Staats- und Universitätsbibliothek in Dresden.

## Veröffentlichungen (Auswahl)

### Autor
- Hero und Leander. Aus dem Griechischen des Musäos übersetzt. Leipzig 1795.
- Trogalien zur Verdauung der Xenien. Halle 1797.
- Hallischer Briefsteller zum Schul- und Privat-Gebrauche. Halle 1801.
- Drey Lieder für gutgesinnte Preussisches Unterthanen. Halle 1813.
- Hesperis. Ein Buch zur Unterhaltung in gebildeten Familien, vornehmlich als Geschenk für heranwachsende Töchter. Halle 1821.
- Christliche Morgen-Psalmen die öffentliche und häusliche Andacht an Sonn-und Festtagen. Halle 1825.
- Geistliche Oden und Lieder. Halle 1827.
- Patriotische Gedichte. unter dem Pseudonym Justus Miser, Halle 1837.

### Herausgeber
- Oratorisches Magazin. Zunächst zum Behufe der Redeübungen in den obern Klassen der Schulen. Halle 1800.
- Karl Friedrich Senffs Geistliche Lieder. Halle 1813.
- Auserlesenen Lieder zur kirchlichen Feier des Friedensfestes am 18. Januar 1816. Halle 1816.